# Okręg wyborczy Glasgow Shettleston
Okręg wyborczy Glasgow Shettleston powstał w 1918 r. i wysyłał do brytyjskiej Izby Gmin jednego deputowanego. Okręg położony był w mieście Glasgow. Został zlikwidowany w 2005 r.

## Deputowani do brytyjskiej Izby Gmin z okręgu Glasgow Shettleston
- 1918–1922: Thomas Adair, Partia Konserwatywna
- 1922–1930: John Wheatley, Partia Pracy
- 1930–1959: John McGovern, Partia Pracy
- 1959–1979: Myer Galpern, Partia Pracy
- 1979–2005: David Marshall, Partia Pracy